# Khánh An, Tuy Hóa
Khánh An (chữ Hán giản thể: 庆安县, âm Hán Việt: Khánh An huyện) là một huyện thuộc địa cấp thị Tuy Hóa, tỉnh Hắc Long Giang, Cộng hòa Nhân dân Trung Hoa. Huyện Khánh An có diện tích 5607 km², dân số 380.000 người. Mã số bưu chính của huyện Khánh An là 152400. Chính quyền nhân dân huyện Khánh An đóng tại trấn Khánh An. Huyện này được chia thành 6 trấn, 12 hương. 
- Trấn: Khánh An, Đại La, Bình An, Cửu Thắng, Cần Lao, Dân Lạc.
- Hương: Tân Dân, Kiến Dân, Cự Bảo Sơn, Phong Thu, Tân Thắng, Lưỡng Lợi, Phong Điền, Phát triển, Đồng Lạc, Chí Phú, Nguyên Bảo, Hoan Thắng,